# Sisinnio Mocci
Sisinnio Mocci (Villacidro, 31 dicembre 1903 – Roma, 24 marzo 1944) è stato un partigiano e antifascista italiano e una vittima delle Fosse Ardeatine.

## Biografia
Nato da Barbara Piras, casalinga, e Giuseppe Mocci, bracciante agricolo,, il piccolo Sisinnio frequentò la scuola con profitto sino alla terza elementare.

### A Roma: militanza nel PCd'I
Emigrato a Roma nel 1922 per cercare occupazione, trovò lavoro come fabbro-aggiustatore meccanico.
Nella capitale entrò in contatto con i militanti del Partito Comunista d'Italia (PCd'I), abbracciandone gli ideali politici e le pratiche di lotta al fascismo. Nel 1925, forse su incarico del partito, si trasferì ad Albona (oggi Labin, in Istria) per lavorare come aggiustatore meccanico.. 

### Al servizio del Partito: Argentina, Francia, URSS
Due anni dopo, partendo da Trieste, emigrò in Argentina, dove giunse il 9 maggio 1927. Ad Avellaneda, dove partecipò alle attività della Lega Sarda d'Azione, e del suo organo propagandistico Sardegna Avanti, che riuniva gli emigrati sardi antifascisti di matrice tendenzialmente comunista.
«[Mocci fu...] Segretario delle sezioni di “Alleanza Antifascista” e di “Soccorso Rosso” di Avellaneda, nel settembre del 1929 partecipò a Buenos Aires al secondo Congresso nazionale dell'“Alleanza Antifascista Italiana”, come delegato della sezione di Avellaneda, e venne eletto membro del Comitato esecutivo nazionale che uscì dal Congresso. Ebbe contatti frequenti con i massimi esponenti dell'antifascismo italiano, tra cui l'ex deputato comunista del Friuli, Giuseppe Tuntar, Angenore Dolfi, segretario nazionale dell'“Alleanza Antifascista Italiana”, i comunisti Silvio e Carlo Ravetto ed Enrico Pierini, direttore de L'Italia del Popolo»
Tre anni dopo, in seguito al golpe autoritario di José Félix Uriburu, fuggì dal Sud America per raggiungere la Francia, prima ad Harnes (dipartimento di Calè), dove trovò ospitalità a casa della famiglia di un suo cugino, e poi a Saint-Denis. Oltralpe era presente una folta comunità di italiani antifascisti, per questo probabilmente fu lo stesso PCd'I a dargli l'indicazione di rifugiarsi proprio in Francia.
Dal 1930 svolse attività clandestina per conto del PCd'I, tanto è vero che fu espulso ben due volte e accompagnato alla frontiera con Belgio, anche se in entrambi i casi fece rientro in Francia in gran segreto. Nel 1932, probabilmente per ragioni politiche, emigrò nella Russia bolscevica, dove trovò lavoro come operaio e da dove mantenne stabili rapporti con la sua famiglia, che risiedeva stabilmente a Villacidro.

### La guerra civile spagnola
Nel 1937 abbandonò l'URSS e dopo un breve soggiorno di due mesi in Francia, il 31 dicembre del 1937 giunse in Spagna, dove era in corso la guerra civile tra repubblicani e franchisti, per unirsi al fronte repubblicano. Dopo un breve addestramento, raggiunse il grado di tenente nella XII Brigata Garibaldi per la quale combatté sino al termine della guerra (aprile 1939) che vide sconfitti i repubblicani.
A questo punto fu prima deportato nel campo francese di Vernet, poi estradato a Cagliari, dove fu arrestato e poi condannato a 5 anni di confino a Ventotene .

### La lotta antifascista
Rientrato dal confino nell'agosto del 1943, fece immediatamente ritorno a Roma. Dopo l'armistizio di Cassibile e l'8 settembre 1943, all'occupazione della capitale da parte dei nazisti, un vasto gruppo di militanti comunisti e non diede vita ad una rete clandestina di resistenza. Nacquero diversi gruppi, uno dei più attivi fu quello dei Gruppi di Azione Patriottica (GAP), a cui darà il suo contributo anche Sisinnio Mocci, nome di battaglia Paolo.

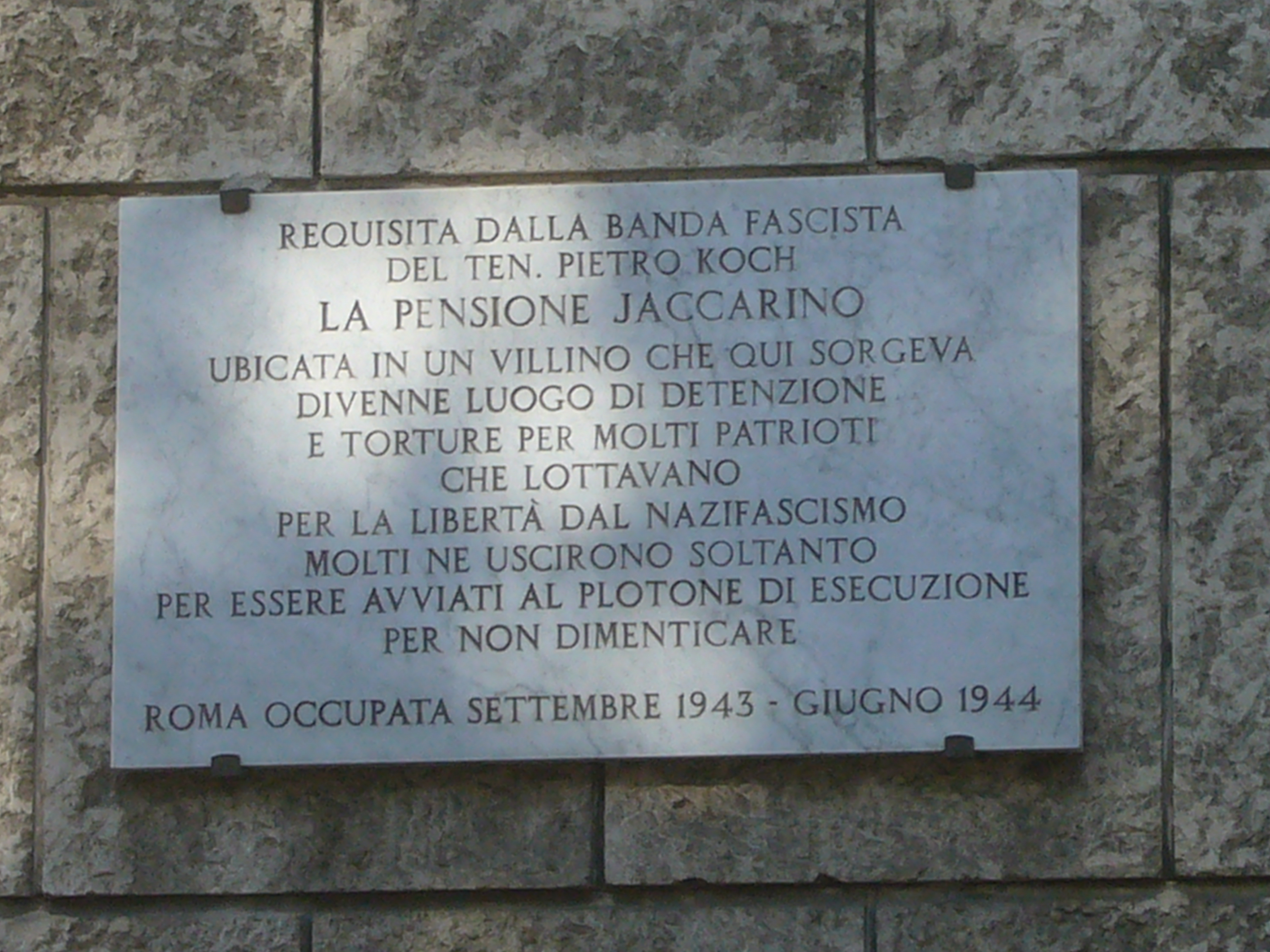
Roma, via Romagna. Memoria della pensione Jaccarino e degli orrori della banda Koch sull'edificio costruito in luogo della pensione Jaccarino.

Mocci ebbe un ruolo di rilievo tra gli antifascisti del Salario, trovando ospitalità nella villa romana del regista Luchino Visconti (nome di battaglia Alfredo, all'epoca anch'egli impegnato nella resistenza e datosi alla "macchia"). La villa era diventata un punto di ritrovo per molti antifascisti dove scambiarsi informazioni ed opinioni sulle strategie da adottare nella lotta al nazismo. Ufficialmente "Paolo" Sisinnio Mocci svolgeva nella villa il mestiere di maggiordomo, ma in realtà dava il suo contributo attivo alle battaglie clandestine contro gli occupanti.
Catturato dalle SS il 28 febbraio 1944, fu tratto in arresto, condotto in via Romagna alla pensione Jaccarino, dove fu interrogato e sottoposto a pesanti torture da parte di membri della banda Koch che lo lasciarono quasi morto.
«Uscì dalla pensione, per essere consegnato alle SS di via Tasso, col vestito completamente imbrattato di sangue, il viso irriconoscibile, il naso ridotto ad un grumo violaceo, le labbra gonfie e gocciolanti. Barcollando, con le costole spezzate, si teneva a un fianco, emettendo uno straziante mugolio ad ogni movimento. Mocci venne infine scaraventato giù dalle scale, piombò a terra e non si mosse. Un giovanotto in divisa lo colpì ancora con un calcio violentissimo, prima che lo sollevassero per l'ultima via Crucis».
Mocci cercò di salvarsi negando di essere un antifascista, non fece mai i nomi dei compagni complici delle sue attività, resistendo a pesantissime violenze fisiche e psicologiche.
Dopo l'attentato di via Rasella (23 marzo 1944), i nazisti per rappresaglia decisero di fucilare il giorno seguente ben 335 persone: fu il cosiddetto eccidio delle Fosse Ardeatine. La maggior parte delle vittime erano state prelevate durante un rastrellamento in via Rasella; una cinquantina invece, tra cui Sisinnio Mocci, furono scelti tra i detenuti in carcere per reati politici.
Il 4 novembre 2001 il suo paese natale gli ha intitolato una piazza.